# Uludağ Cola
Uludağ Cola is een Turks colamerk dat wordt geproduceerd en gedistribueerd door Erbak-Uludağ İçecek A.Ş., een fabrikant van frisdranken uit de stad Bursa.

## Cola
Het bedrijf begon in 1955 met het produceren van cola, destijds onder de merknaam Nur. In 1985 werd het patent gekocht van het Cypriotische merk Bixi Cola en werd in Turkije geïntroduceerd. Pas in 2006 begon men met het verspreiden van deze cola onder de huidige naam Uludağ Cola.
In 2007 werd ook een light-variant van de cola op de markt geïntroduceerd. Deze is enkel verkrijgbaar in blikjes met een inhoud van 0,33 liter; de normale cola is daarnaast verkrijgbaar in glazen flessen van 0,25 liter (zowel met als zonder statiegeld) en in petflessen met een inhoud van 1,5 en 2,5 liter.

## Andere producten
De onderneming Erbak-Uludağ İçecek A.Ş. produceert ook nog andere limonades en frisdranken, die ook in Nederland en Duitsland veel gedronken worden, vooral door mensen van Turkse afstamming. Reeds in 1930 bracht het bedrijf Uludağ Gazoz op de markt, een gazeuse-achtige limonade met een smaak van gemengde vruchten, die oorspronkelijk met bronwater afkomstig van de berg Uludağ bij Bursa werd bereid.  Naar deze berg is de gehele onderneming ook genoemd.  Deze  drank wordt tegenwoordig ook wel met mandarijnen- of granaatappelsmaak verkocht. Niet iedereen kan de nogal typerende smaak van deze limonade waarderen. Critici spreken wel van "kauwgumlimonade"; de drank zou naar het zoete aroma van kauwgum smaken. 